# Focke-Wulf Fw 56

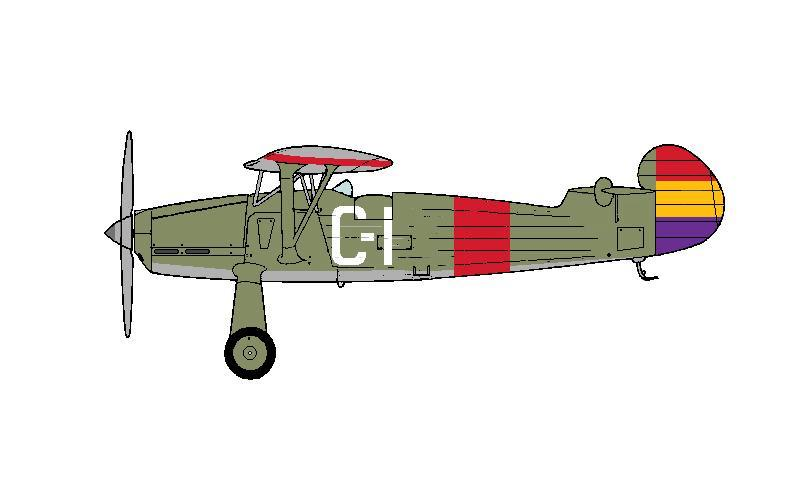
Схематичне зображення літака «Фокке-Вульф» Fw 56 «Штоссер» у кольорах авіації ВПС Іспанської республіки

«Фокке-Вульф» Fw 56 «Штоссер» (нім. Focke-Wulf Fw 56 Stösser) — німецький одномоторний навчально-тренувальний літак для підвищення льотної кваліфікації пілотів із парасольковим крилом, розроблений і виготовлений німецькою авіакомпанією Focke-Wulf. Це був перший літак компанії, розроблений з самого початку авіаційним інженером Куртом Танком, який також дав назву літаку «Штоссер» (яструб-тетеревятник).
Літак слугував як одномісний удосконалений тренажер для молодих пілотів-стажерів для переходу з простіших навчальних літаків типу «Бюкер». Fw 56 являв собою моноплан із парасольковим крилом і фюзеляжем із сталевих труб, у металевій оболонці спереду та полотняній в інших частинах. Крило було виготовлено з дерева та покрито переважно фанерою, а задня кромка була обшита тканиною. Стаціонарна звичайна ходова частина складалася з двох консольних опор і заднього колеса. Літак оснащувався двигуном V8 Argus As 10C V-8 із повітряним охолодженням.
Fw 56 «Штоссер» розроблявся на замовлення Рейхсміністерства авіації (RLM), перший прототип здійснив свій перший політ у листопаді 1933 року. Через два роки кілька Fw 56 взяли участь у конкурсному польоті, під час якого вони довели свою перевагу над Ar 76 та над He 74 і, відповідно, за результатами демонстрації було ухвалено контракт на виробництво для RLM. Люфтваффе, різні аероклуби та навіть приватні особи по всій Німеччині закуповували цей літак; деякі також були продані на експортному ринку в різні країни Європи та Південної Америки. У Німеччині Fw 56 використовувався для демонстраційних виступів та оцінки техніки пікірування, яка на той час була ефективнішою, ніж звичайне бомбардування, і сприяла закупівлі спеціальних пікіруючих бомбардувальників, таких як Ju 87 «Штука».

## Історія експлуатації
Після того, як Fw 56 довів свою перевагу в конкурентній боротьбі, RLM замовив серійне виробництво на потребу Люфтваффе. Серед інших великих державних операторів — Австрія та Угорщина. Кілька Fw 56 були придбані приватними власниками-операторами, такими як німецький пілот Герд Ахгеліс, який пізніше разом із Генріхом Фокке заснував вертолітну компанію Focke-Achgelis. Fw 56 був дуже популярним літаком серед пілотів, які часто хвалили його пілотажні спроможності та відмінне керування. Деяку критику висловлювали за його ходову частину, яку деякі пілоти вважали відносно крихкою.
Fw 56 мав винятково чисті лінії, що позитивно вплинуло на його льотні характеристики, особливо на відносно високу швидкість пікірування. Крім того, його міцна конструкція означала, що він міг протистояти зусиллям, пов'язаним із такими зануреннями та подальшим витягуванням. Саме через ці якості німецький пілот Ернст Удет зацікавився літаком, організувавши модифікацію Fw 56 за допомогою імпровізованих бомботримачів, щоб його можна було використовувати для оцінки техніки бомбардування з пікірування, яка виявилася більш ефективною, ніж звичайне бомбардування. Зокрема, проти невеликих цілей одномоторний пікіруючий бомбардувальник може досягти вчетверо більшої точності за одну десяту вартості чотиримоторного важкого бомбардувальника, такого як проектований бомбардувальник «Урал».
Літак випускався до 1940 року. Хоча немає жодних точних даних про кількість випущених літаків, їх число оцінювалося в 900—1000 машин. «Штоссери» використовувалися у винищувальних школах протягом усієї війни та брали участь у низці дослідницьких програм. Зокрема, їх використовували у 9-ій спецкоманді в Кенігсберзі для буксирування планерів «Гортен-IV», а також планерним інститутом як буксирувальник планера DFS 230.

## Модифікації
- Fw 56a — перший прототип літака
- Fw 56 V2 — другий прототип літака
- Fw 56 V3 — третій прототип літака
- Fw 56A-0 — три перші передпродажні варіанти літака
- Fw 56A-1 — одномісний варіант літака для підвищеного рівня тренування. Основний тип літака

## Країни-оператори
Австрія
- Військово-повітряні сили Австрії

 Третє Болгарське царство
- Повітряні сили Болгарії

 Болівія
- Повітряні сили Болівії

 Друга Іспанська республіка
- Республіканські повітряні сили Іспанії
- Націоналістичні повітряні сили Іспанії

 Третій Рейх
- Люфтваффе
- НСФК

 Румунське королівство
- Королівські повітряні сили Румунії

 Угорщина
- Повітряні сили Угорщини

## Літаки порівнянної ролі, конфігурації та епохи
| - Bristol Bullfinch - Cranwell CLA.3 - Ambrosini SAI.10 - ANBO II - ANBO III | - ANBO IV - ANBO V - Fokker D.X - Fokker V.27 - Fokker D.VIII - Henschel Hs 121 | - Ryan ST - Abraham Iris - Buscaylet-de Monge 5/2 - Caudron C.580 - Aero A.102 | - Aero A.104 - Dewoitine D.26 - Mitsubishi K3M - Nakajima Ki-6 - Mitsubishi K7M |